# Jardín Botánico de Alan Bible

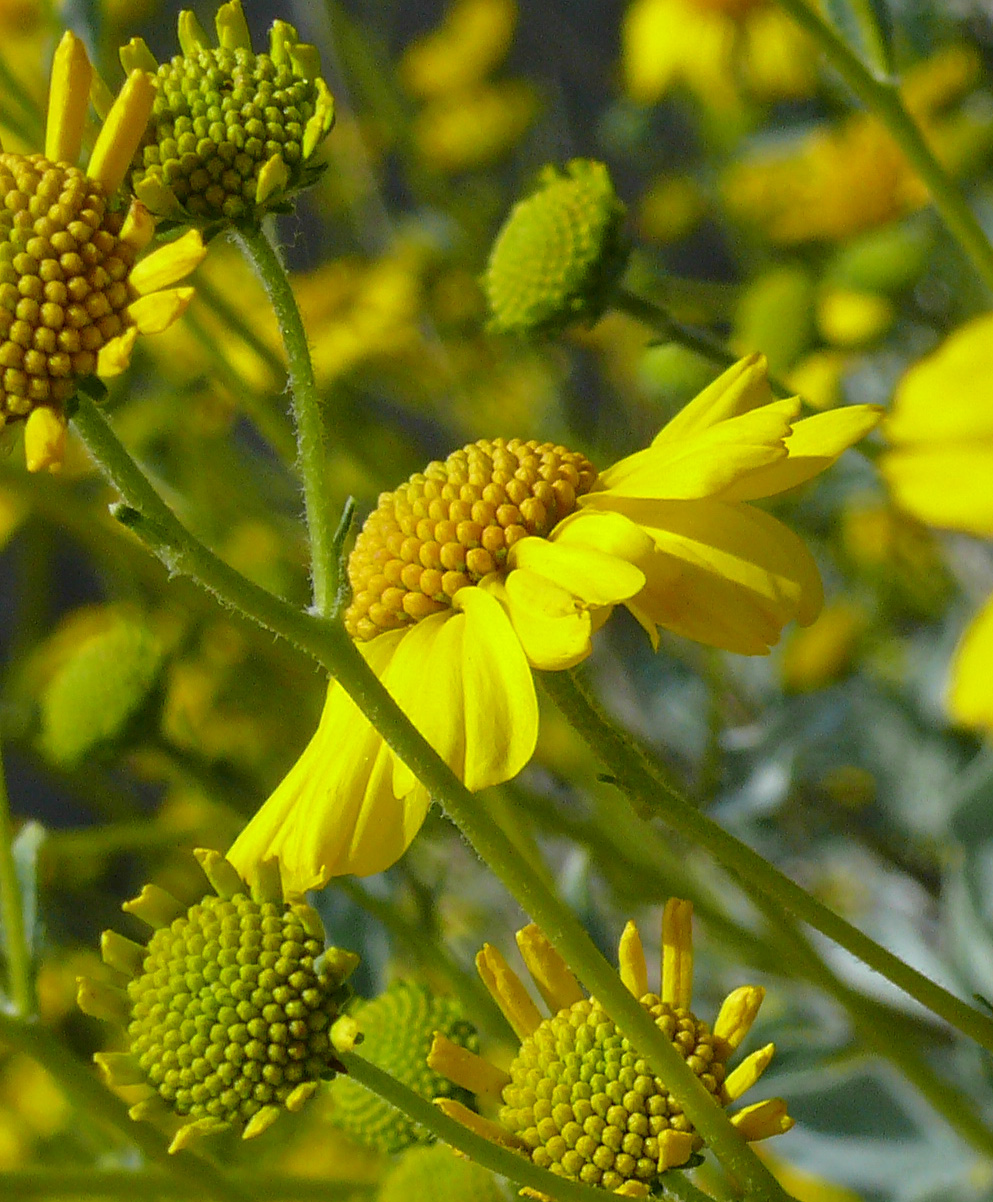
Flores de Brittlebush (Encelia farinosa), arbusto frecuente en el entorno de "Lake Mead National Recreation Area".

El Jardín Botánico Alan Bible ( en inglés : Alan Bible Botanical Garden) es un jardín botánico del desierto. 

## Localización
Se ubica en el Alan Bible Visitor Center, Lake Mead National Recreation Area, 601 Nevada Highway, Boulder City (Nevada), USA-EE. UU.. 

## Historia
El jardín botánico está nombrado en honor del senador Alan Bible (1909-1988).

## Colecciones

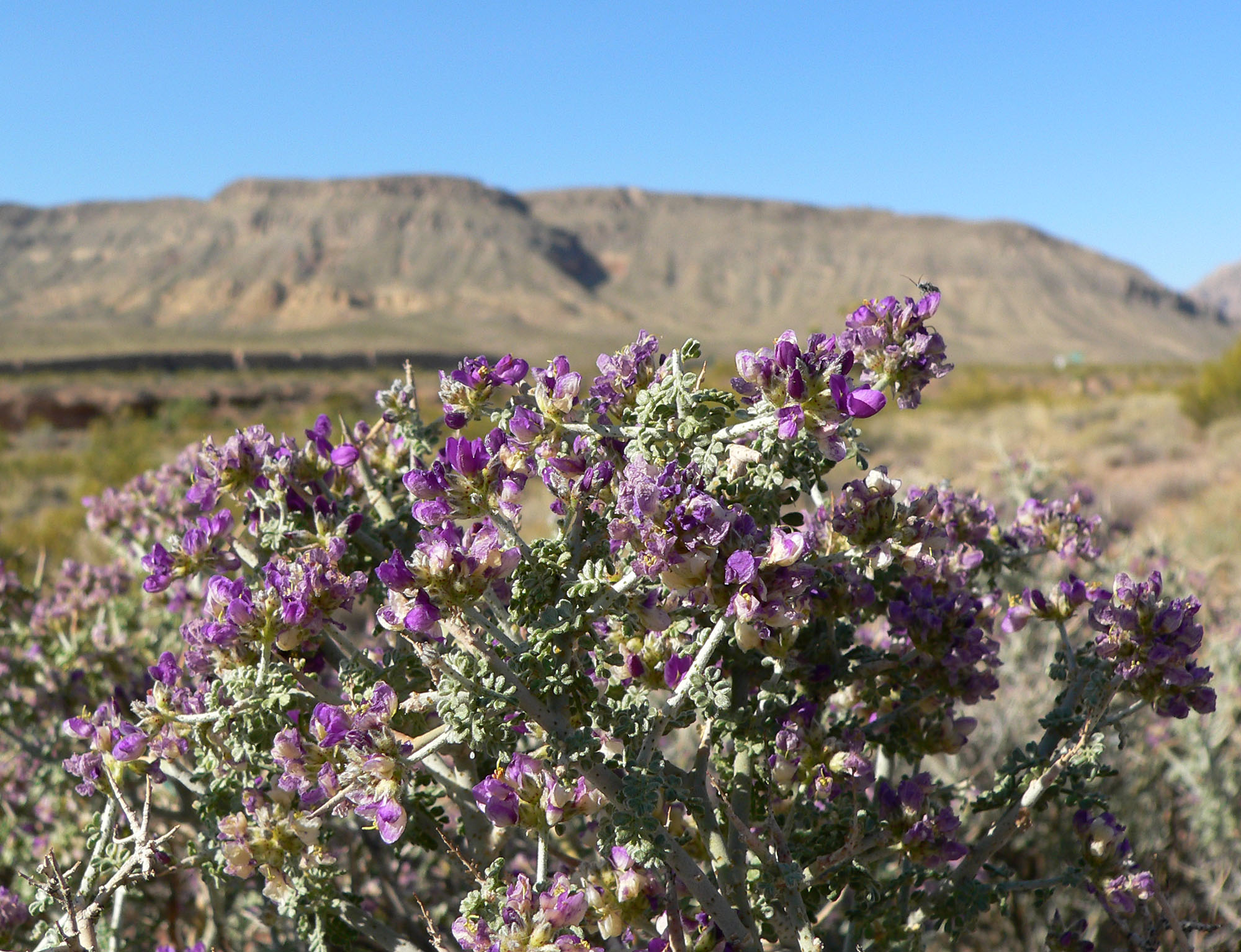
Flores de IndigoBush (Psorothamnus polydenius).

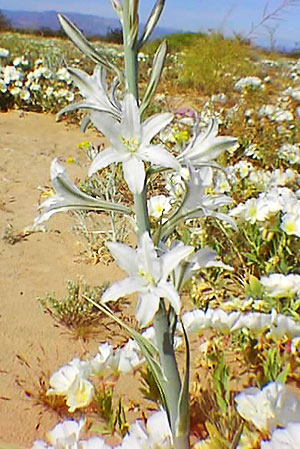
Flores de Ajo Lily (Hesperocallis undulata).

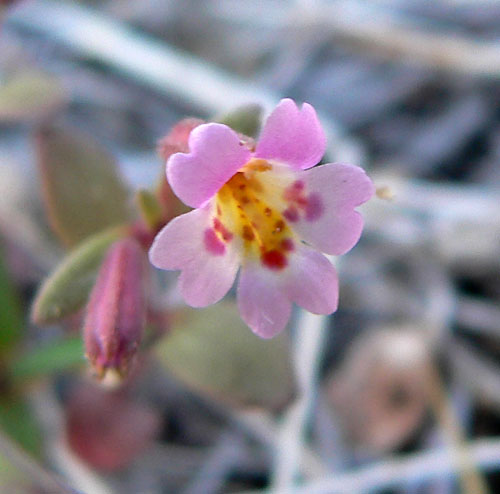
Flores de Monkey Flower (Mimulus rubellus).

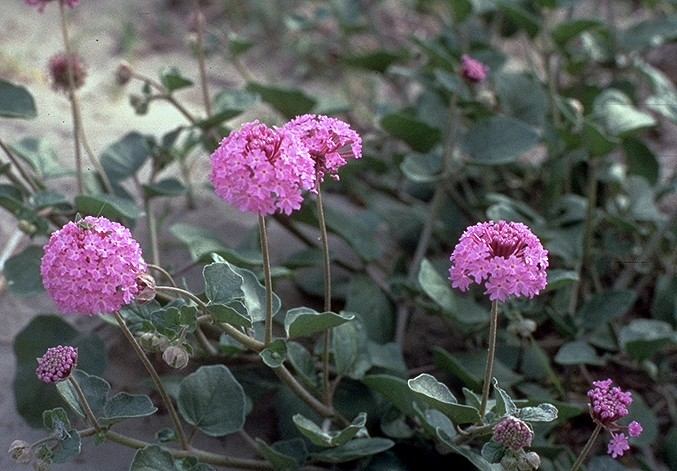
Flores de Sand Verbena (Abronia ameliae).

Con la precipitación anual de la región del desierto cerca del Lago Mead y del desierto de Mojave que es menos de 6 pulgadas por año,  se puede suponer que solamente algunas plantas robustas podrían existir bajo tales condiciones rigurosas. Por el contrario, sin embargo, el desierto tiene un gran número de especies de flor. Las lluvias favorables a principios de primavera transforman las laderas y las coladas aparentemente peladas en una masa de color. Sin estas lluvias beneficiosas de primavera, las semillas durmientes permanecen inactivas hasta mejores condiciones. 
El jardín es en su mayoría cactus, pero también exhibe algunos árboles y arbustos del desierto, así como comunidades de plantas significativas de las que se encuentran en el área recreativa. 
- Joshua trees o Árbol de Josué (Yucca brevifolia)
- Brittlebush o Incienso (Encelia farinosa),
- Ajo Lily (Hesperocallis undulata)
- Las Vegas Poppy (Arctomecon californica)
- Indigo Bush (Psorothamnus polydenius)
- Buckhorn Cholla (Cylindropuntia acanthocarpa)
- Desert Prime Rose (Oenothera deltoides)
- Devils Claw (Harpagophytum procumbens)
- Desert Sun Flower (Ferocactus cylindraceus)
- Ocotillo (Fouquieria splendens)
- Golden Chia (Salvia columbariae)
- Monkey Flower' (Mimulus rubellus)
- Sand Blazing Star (Mentzelia involucrata)
- Desert Chicory (Rafinesquia neomexicana)
- Globe Mallow (Sphaeralcea ambigua)
- Beaver Tail (Opuntia basilaris)
- Phacelia
- Cryptantha
- Desert Star (Monoptilon bellioides)
- Sand Verbena (Abronia ameliae)
- Arizona Lupine (Lupinus arizonicus)